# Muriel Rukeyser
Muriel Rukeyser, född 15 december 1913, död 12 februari 1980, var en amerikansk poet.
Rukeyser var mycket engagerad i medborgarrättsfrågor, och hennes poesi uppvisade stor social medvetenhet, med ett starkt och känsloladdat bildspråk. En urvalsvolym på svenska, Dikter, kom ut 1978.